# Вассерман, Герман
Герман Вассерман (англ. Herman Wasserman; род. 29 июля 1969, Порт-Элизабет) — журналист и исследователь медиа, специалист по «жёлтой прессе» и таблоидам; профессор в области медиаисследований и директор Центра изучения кино и медиа при Университете Кейптауна; преподавал в Стелленбосском, Шеффилдском  и Ньюкаслском университетах, а также — в Университете Родса; являлся главой секции международных коммуникаций Международной ассоциации исследователей медиа и коммуникации (IAMCR); член Академии наук Южной Африки (Assaf); как журналист продолжает публиковаться в ряде южноафриканских, американских и британских газет и журналов, включая «The Washington Post».

## Работы
- «Медиа, геополитика и власть: взгляд с юга» = «Media, Geopolitics and Power: A View from the South» (University of Illinois Press, 2018).
- «Медиа-этика без границ» = «Media Ethics Beyond Borders» (сборник, Routledge, 2010) — редактор, совместно со Стивеном Уордом.
- «Таблоидная журналистика в Южной Африке» = «Tabloid Journalism in South Africa» (Indiana University Press, 2010) — премия «Vice-Chancellor’s Book Award» от Университета Родоса.

## Награды
- «Georg Forster Research Award» (2017) — Фонд Александра фон Гумбольдта (Германия)[5]